# التاريخ العسكري الاستعماري لأمريكا

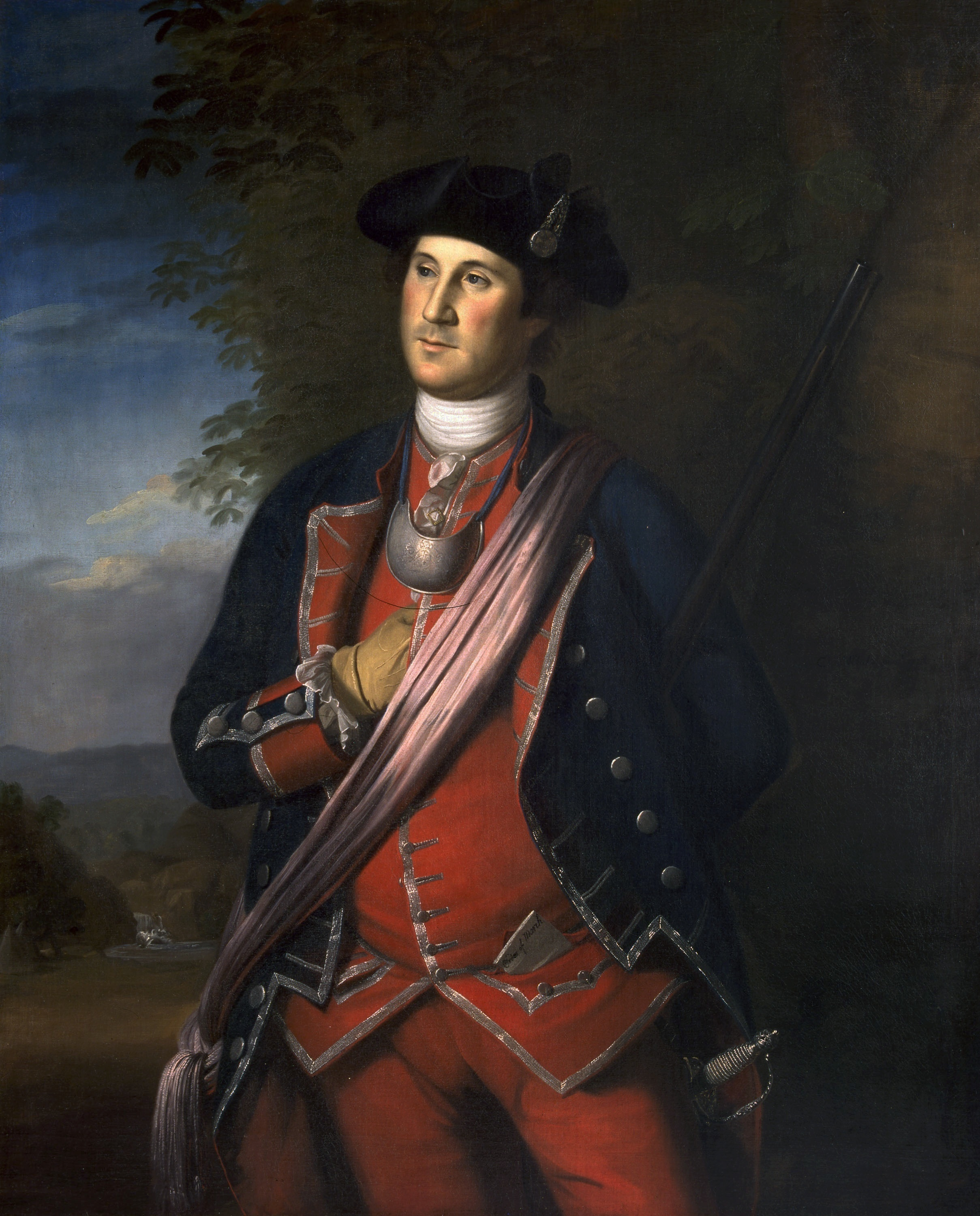
جورج واشنطن في 1772، كولونيل على كتيبة فرجينيا، اللوحة بريشة تشارلز ويلسون بيل

التاريخ العسكري الاستعماري لأمريكا هو السجل العسكري للمستعمرات الثلاثة عشرة منذ تأسيسها حتى الثورة الأمريكية في عام 1775.

## جوالة الجيش
لقد خدم جوالة الجيش في أمريكا الشمالية في حروب القرنين السابع عشر والثامن عشر بين المستعمرين وقبائل الأمريكيين الأصليين. حيث لم يكن الجنود البريطانيون النظاميون معتادين على حروب الحدود ولذلك تم تكوين فرق الجوالة. وكانت فرق الجوالة تتكون من جنود يخدمون بدوام كامل ويتم تعيينهم بواسطة الحكومات الاستعمارية للقيام بدوريات حراسة بين تحصينات الحدود الثابتة في مهام استطلاع لتوفير تحذيرات مبكرة بالهجمات. وفي العمليات الهجومية كانوا يؤدون دور المرشدين وجنود الاستطلاع، حيث يقومون بتحديد القرى والأهداف الأخرى لقوات المهمة من الميليشيا أو القوات الاستعمارية الأخرى.
إن مؤسس الجوالة الأمريكية هو كولونيل بينجامين تشرش (حوالي 1639 - 1718). وكان هو القائد لأول قوات الجوالة في أمريكا (1676). حيث تم تفويض تشرش بتكوين أول سرية جوالة لاستخدامها في حرب الملك فيليب بواسطة حاكم مستعمرة بليموث جوزايا وينسلو. واستخدم السرية لاحقًا لشن هجوم على أكاديا أثناء حرب الملك ويليام وحرب الملكة آن.
ولقد قام بينجامين تشرش بتصميم قواته لتحاكي بشكل رئيسي أنماط قتال الأمريكيين الأصليين. ولهذه الغاية، سعى تشرش لتعلم القتال كالأمريكيين الأصليين منهم شخصيًا. فأصبح الأمريكيون جوالة تحت إرشاد حلفائهم من الهنود بشكل حصري. (اعتمد الجوالة على الهنود بصفتهم حلفاء ومعلمين، حتى نهاية الفترة الاستعمارية.) ولقد كون تشرش وحدة خاصة تخدم بدوام كامل وتخلط بين مستعمرين بيض تم اختيارهم لمهاراتهم الحدودية وأمريكيين أصليين غير معادين لتنفيذ ضربات هجومية ضد القبائل الأمريكية المعادية في أراضٍ لا تتمكن الميليشيات التقليدية من القتال فيها وتصبح غير ذات جدوى.
ولقد خدم تحت قيادة تشرش جد وأب اثنين من الجوالة المشهورين في القرن الثامن عشر، وهما: جون لوف ويل وجون جورهام على التوالي. وتكونت سرية جوالة روجرز في 1751 بواسطة الرائد روبرت روجرز والذي قام بإنشاء تسع سريات جوالة في المستعمرات الأمريكية. إن وحدات المشاة خفيفة التسليح الأمريكية الأولى هذه، والتي تكونت أثناء الحرب الفرنسية والهندية، كان يطلق عليها «جوالة» وغالبًا ما تعتبر المهد الروحي لجوالة الجيش الحديثة.

## الميليشيا
تكمن بدايات جيش الولايات المتحدة في الحكومات المحلية التي كونت ميليشيات التحق بها جميع الرجال البيض تقريبًا من الأحرار. إن الجيش النظامي البريطاني والبحرية الملكية تولوا التعامل مع الحروب العالمية.
فلم تكن الميليشيات تستخدم في العمليات الرئيسية خارج النطاق المحلي ضمن القوات القتالية. بدلاً من ذلك، طلبت المستعمرة تقدم متطوعين (ودفعت لهم مقابل خدماتهم) (أي، الجوالة)، والذين كان ينتمي العديد منهم إلى الميليشيا. وبعدما انتهى الخطر الهندي (بحلول 1725 في غالبية المناطق) قليلاً ما كان يتم استخدام نظام الميليشيا، باستثناء المشاركة في الاحتفالات المحلية.
ومع انتهاء الفترة الاستعمارية وقدوم الثورة الأمريكية، تم إحياء نظام الميليشيات وجمع الأسلحة وبدء التدريب المكثف. ولقد لعبت الميليشيا دورًا رئيسيًا في القتال في الثورة، وخاصة في طرد القوات البريطانية من بوسطن في 1776 وأسر الجيش البريطاني الغازي في ساراتوجا عام 1777. ومع ذلك، فلقد قام بغالبية القتال الجيش القاري والذي كان مكونًا من جنود نظاميين.

## الحروب الهندية
كانت الأعمال العسكرية في المستعمرات نتيجة للصراعات مع الأمريكيين الأصليين في فترة الاستعمار من قبل المستوطنين، مثل حرب البيكوات عام 1637، وحرب الملك فيليب عام 1675، وحرب سسكويهانوك في 1675-1677، وحرب ياماسي عام 1715. نشبت حرب الأب رال (1722-1725) في مين ونوفا سكوشا. اندلعت أيضًا تمردات العبيد، مثل ثورة استونو عام 1739. أخيرًا، كانت هناك حرب الأب لو لوتر، والتي شارك فيها الأكاديون أيضًا، في الفترة التي سبقت الحرب الفرنسية والهندية.

## الحروب الهولندية
كانت حرب كيفت نزاعًا بين المستوطنين الهولنديين والهنود في مستعمرة نيو نذرلاند من عام 1643 إلى عام 1645. اشتمل القتال على غارات وغارات مضادة.  كانت الحرب دموية بالنسبة لعدد كبير من السكان. فقُتل أكثر من 1600 مواطن في وقت كان عدد سكان نيو أمستردام الأوروبيين 250 فقط.

## الحروب الاسبانية
قاتل البريطانيون الإسبان في حرب أذن جينكنز، 1739-1748.  بعد عام 1742، اندمجت الحرب في حرب الخلافة النمساوية الأكبر التي ضمت معظم قوى أوروبا. صدت جورجيا الغزو الإسباني لجورجيا عام 1742، واستمرت الاشتباكات الحدودية المتقطعة. اندمجت الحرب في حرب الملك جورج، التي انتهت بمعاهدة إكس لا شابيل في عام 1748.

## فرنسا وبريطانيا في الحرب
ابتداءً من عام 1689، تورطت المستعمرات بشكل متكرر في سلسلة من أربع حروب كبرى بين إنجلترا (فيما بعد بريطانيا) وفرنسا للسيطرة على أمريكا الشمالية، وأهمها حرب الملكة آن، التي فاز فيها البريطانيون بأكاديا الفرنسية (نوفا سكوشا)، والحرب الفرنسية والهندية الأخيرة (1754 - 1763)، عندما خسرت فرنسا كل كندا. أعطت هذه الحرب الأخيرة الآلاف من المستعمرين الخبرة العسكرية، بما في ذلك جورج واشنطن، والتي استخدموها خلال الثورة الأمريكية.
خاضت بريطانيا وفرنسا سلسلة من أربع حروب فرنسية وهندية، تلتها حرب أخرى عام 1778 عندما انضمت فرنسا إلى الأمريكيين في الثورة الأمريكية. كان عدد المستوطنين الفرنسيين في فرنسا الجديدة يفوق عدد المستوطنين الفرنسيين. لذلك اعتمد الفرنسيون بشدة على الحلفاء الهنود.
كانت الحروب طويلة ودموية، تسببت في معاناة هائلة لكل من شارك فيها. على المدى الطويل، كان الهنود الخاسرين الأكبر. كان الكثيرون في الجانب الخاسر، حيث هُزمت إسبانيا وفرنسا، وبالتالي لم يتمكنوا من تقديم المزيد من الدعم لهم. تعرض المستوطنون على الحدود لغارات هندية مفاجئة، فقُتل الكثيرون أو أُسروا، وأُجبر عدد أكبر على العودة من الحدود. كان أحد الأشكال المربحة للنشاط في زمن الحرب الذي انخرط فيه المستعمرون هو الهجوم المفاجئ – القرصنة الشرعية ضد السفن التجارية المعادية.